# Киваллик
Киваллик (Киватин) (англ. Kivalliq Region, фр. Kivalliq, инуктитут ᑭᕙᓪᓕᖅ) — административный регион в Нунавуте, Канада.

## География
Регион Киваллик включает в себя: материковую часть к западу от Гудзонова залива, острова Саутгемптон и Котс. Регион характеризуется самым быстрым на Земле поднятием земной коры — до 17 миллиметров в год, — связанным с таянием ледникового покрова.
Административный центр Киваллика — Ранкин-Инлет.

### Населённые пункты
В скобках указано население и год переписи. Сортировка — по убыванию количества жителей
- Ранкин-Инлет (2842—2016)
- Арвиат (2657—2016)
- Бейкер-Лейк (2069—2016)
- Репалс-Бей (1082—2016)
- Корал-Харбор (891—2016)
- Честерфилд-Инлет (437—2016)
- Уэйл-Коув (435—2016)

### Достопримечательности
- Заповедник перелётных птиц в Ист-Бэе (англ. East Bay Migratory Bird Sanctuary)
- Заповедник перелётных птиц Гарри Гиббонса (англ. Harry Gibbons Migratory Bird Sanctuary)
- Заповедник перелётных птиц реки Макконнелл (англ. McConnell River Migratory Bird Sanctuary)
- Заповедник «Телон» (англ. Thelon Wildlife Sanctuary)

## Демография
В 2006 году население района Киваллик составила 8348 человек, что на 10,5 % больше, чем в 2001 году. При площади региона в 434 331 км², средняя плотность населения составила 0,018 человек на квадратный километр.

Согласно переписи 2021 года, в Киваллике проживало 11 045 человек (плотность населения — 0,025 человек на квадратный километр).